# Wilhelm Röntgen

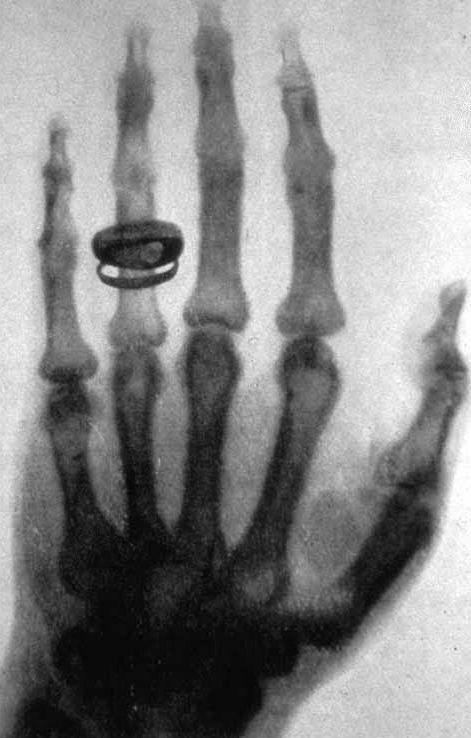
En av de första röntgenbilderna: Albert von Köllikers hand

Wilhelm Conrad Röntgen, född 27 mars 1845 i Lennep, död 10 februari 1923 i München, var en tysk fysiker. Han blev, för sin upptäckt av röntgenstrålningen, den förste nobelpristagaren i fysik. Han var professor i Hohenheim 1875, därefter i Strassburg, Giessen, Würzburg och från 1900 i München.
Den 31 oktober 2004 uppkallades grundämne 111 i periodiska systemet efter honom och fick namnet röntgenium.

## Biografi

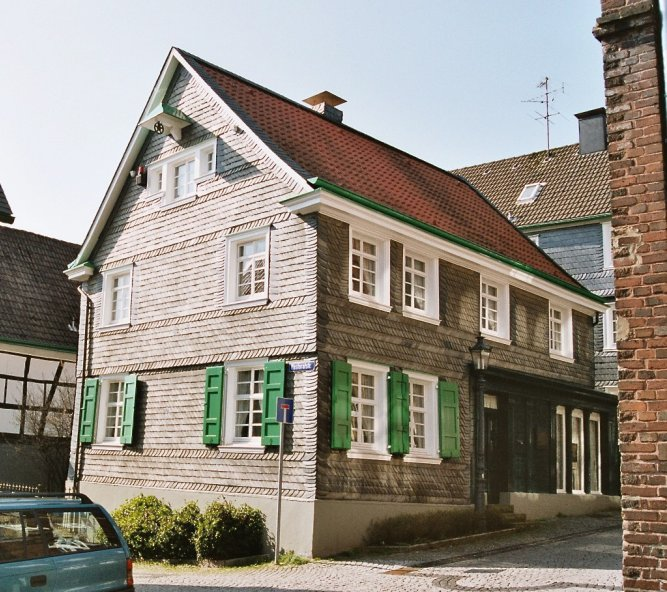
Familjen Röntgens bostad i Remscheid-Lennep, nu museum.

Wilhelm Röntgen föddes som enda barn till Friedrich Röntgen och hans fru Charlotte Constanze, född Frowein, i Lennep i västra Preussen. 1848 flyttade familjen till Apeldoorn i Nederländerna. Mellan 1861 och 1863 gick Röntgen i skolan i Utrecht. Av disciplinära skäl blev han tvungen att lämna skolan utan att ha avlagt någon examen. Trots det började Röntgen i november 1864 att studera på Eidgenössisches Polytechnikum i Zürich. Detta var möjligt tack vare att man på den tiden där antog studenter enbart genom antagningsprov. I augusti 1868 avlade Röntgen sin ingenjörsexamen. Efter det studerade han för August Kundt. I juni 1869 doktorerade Röntgen i fysik vid Universitetet i Zürich med en avhandling om gaser.

## Karriär
År 1870 följde Röntgen med Kundt till Universitetet i Würzburg och 1873 började han att arbeta vid universitetet i Strasbourg. 1875 blev han professor vid lantbruksakademien i Hohenheim i Württemberg och blev tysk medborgare. 1876 återvände han till Strasbourg för att bli professor i fysik och 1879 utnämndes han till ordförande för fysik vid Universitetet i Giessen. 1888 blev han ordförande för fysik vid Universitetet i Würzburg och år 1900 vid Universitetet i München, genom ett särskilt önskemål från Bayerns regering. 
Röntgen hade släktingar i USA och hyste en tid planer på att emigrera dit. Han accepterade en utnämning vid Columbia University i New York och hade till och med köpt biljetter för resan men när första världskriget bröt ut 1914 ändrade han dessa planer och blev sedan kvar i München under resten av sin karriär. Röntgen avled 1923 av magcancer. Man tror inte att denna cancer berodde på den joniserande strålning han utsatte sig för i arbetet med röntgenstrålning. Han utsatte sig bara under korta perioder och var en av de första som använde skyddande blyplåtar.
Röntgen var från 1899 ledamot av svenska Kungliga Vetenskapsakademien. En bergstopp på Antarktis och en krater på månen är uppkallade efter honom, liksom den gamla mätenheten Röntgen.

## Eftermäle
Nedslagskratern Röntgen på månen är uppkallad efter honom.
Asteroiden 6401 Roentgen är uppkallad efter honom.